# Chaussee

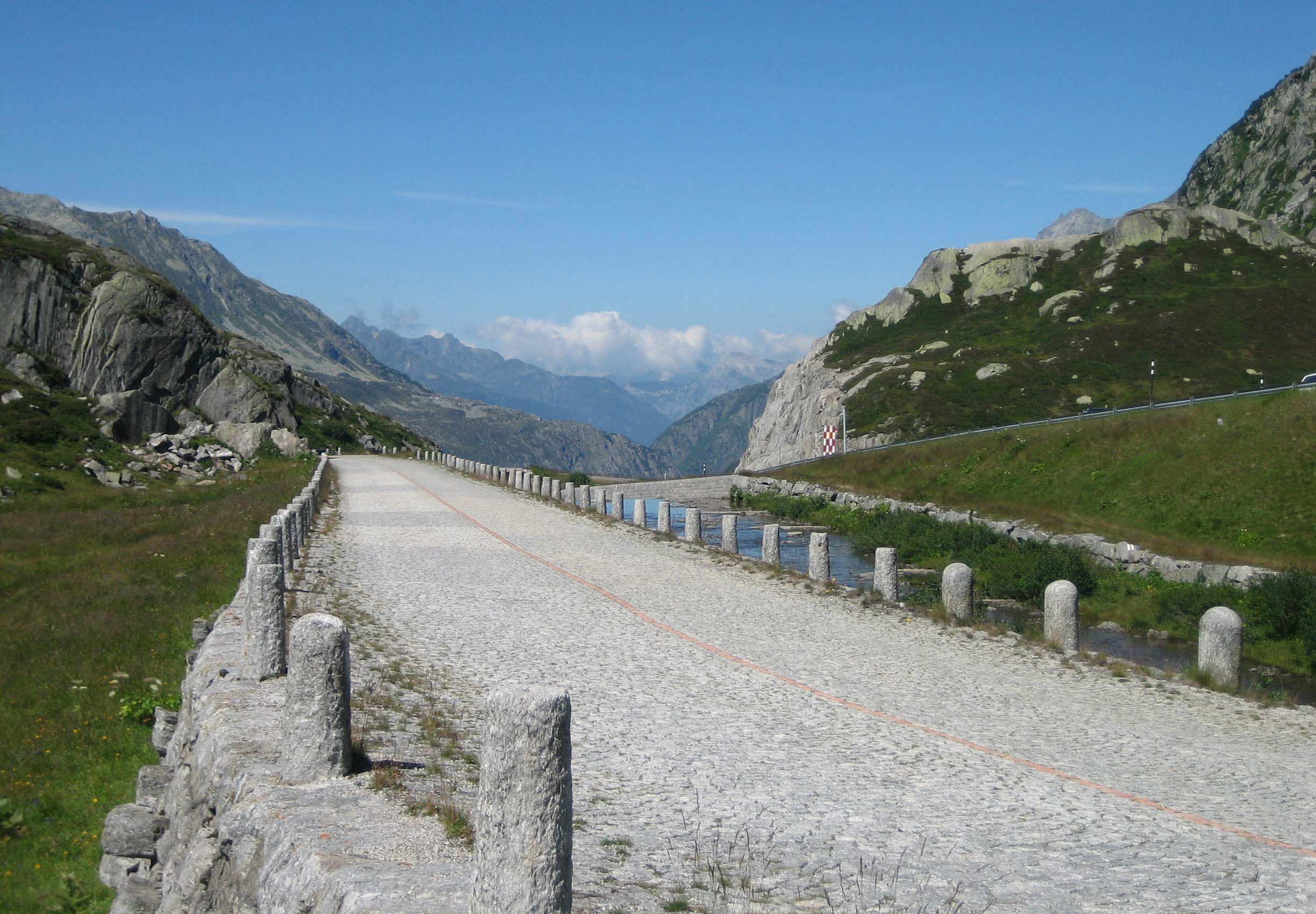
Die Chaussee über den Gotthardpass wurde 1827–1830 erbaut und nach 1940 gepflastert

Chaussee ist die veraltete Bezeichnung für eine gut ausgebaute, geplante Landstraße. Kunststraße war der deutsche Ausdruck für Chaussee.

## Wortgeschichte
Das Wort Chausseeⓘ (f.) wurde gemeinsam mit der Bauweise im 18. Jahrhundert aus dem französischen chaussée entlehnt, welches seinerseits auf das galloromanische via calciata zurückgeht. Die weitere Etymologie von calciata ist umstritten: Während laut dem Etymologischen Wörterbuch der deutschen Sprache via calciata „geschotterte Straße“ bedeutet und auf calx („Stein, Kalkstein“; Genitiv calcis) zurückgeführt wird, heißt es bei Pfeifer: „Die neuere Forschung […] bezweifelt die bisherige Herleitung von calx f. ‘Kalkstein’ (wonach afrz. [altfranzösisch] chauciee die ‘aus Kalksteinen errichtete Fahrstraße’), da Straßenbau aus Kalkstein für das Mittelalter nicht nachgewiesen werden kann.“ Stattdessen werde vermutet, dass calciata ein Partizip Perfekt zu einem Verb *calciāre „mit den Füßen treten“ sei, abgeleitet vom Homonym calx („Ferse“). Der Sinn wäre dann etwa „Straße mit festgestampften Steinen“.
Zeitgenössische erste Übertragungen des Worts waren Straßendamm und Hochweg, zum grob gleichbedeutenden englisch highway. Adelung kritisierte um 1790: „Einige neuere Schriftsteller haben dafür Deutsche Benennungen vorgeschlagen“; diese Ausdrücke „erschöpfen den Begriff auch nicht, und lassen sich auf jede andere Art künstlicher Wege anwenden.“ Kunststraße hat sich dann etabliert, primär ist aber das französische Wort als Lehnwort in das Deutsche eingegangen.

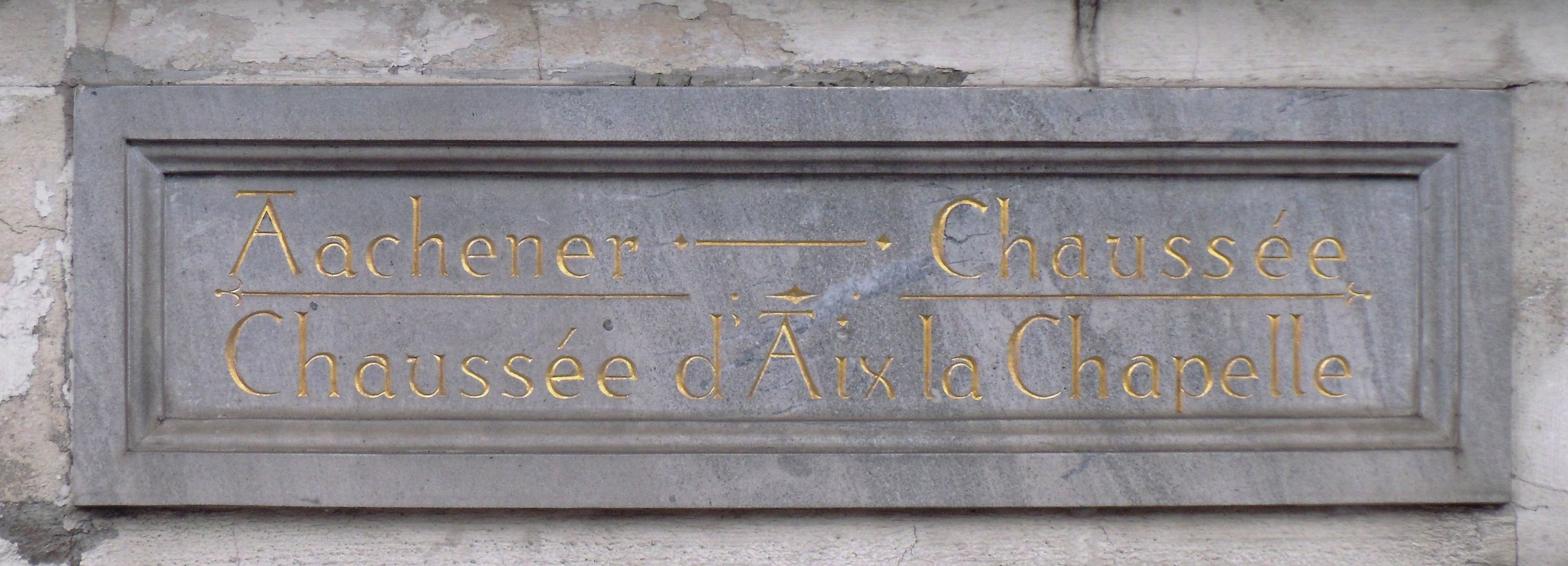
Straßentafel in Köln

Noch immer enden manche Straßennamen mit -chaussee. Hamburg hat das Wort in seinen Straßennamen erhalten (Elbchaussee, Eimsbütteler Chaussee), Berlin ebenfalls (Potsdamer Chaussee in Spandau und Zehlendorf, Johannisthaler Chaussee, Buckower Chaussee), während in Bremen 1914 die Chausseen durch einen Beschluss der Bürgerschaft in Heerstraßen umbenannt wurden. In Aachen und Münster wird hingegen der Ausdruck Steinweg verwendet, der auch im Flämischen als steenweg zu finden ist. Der Name der Aachener Straße in Köln lautete bis 1882 Aachener Chaussée.
Eine sprachliche Besonderheit ist der tautologische Name „Chausseestraße“ in Berlin-Mitte.

## Merkmale

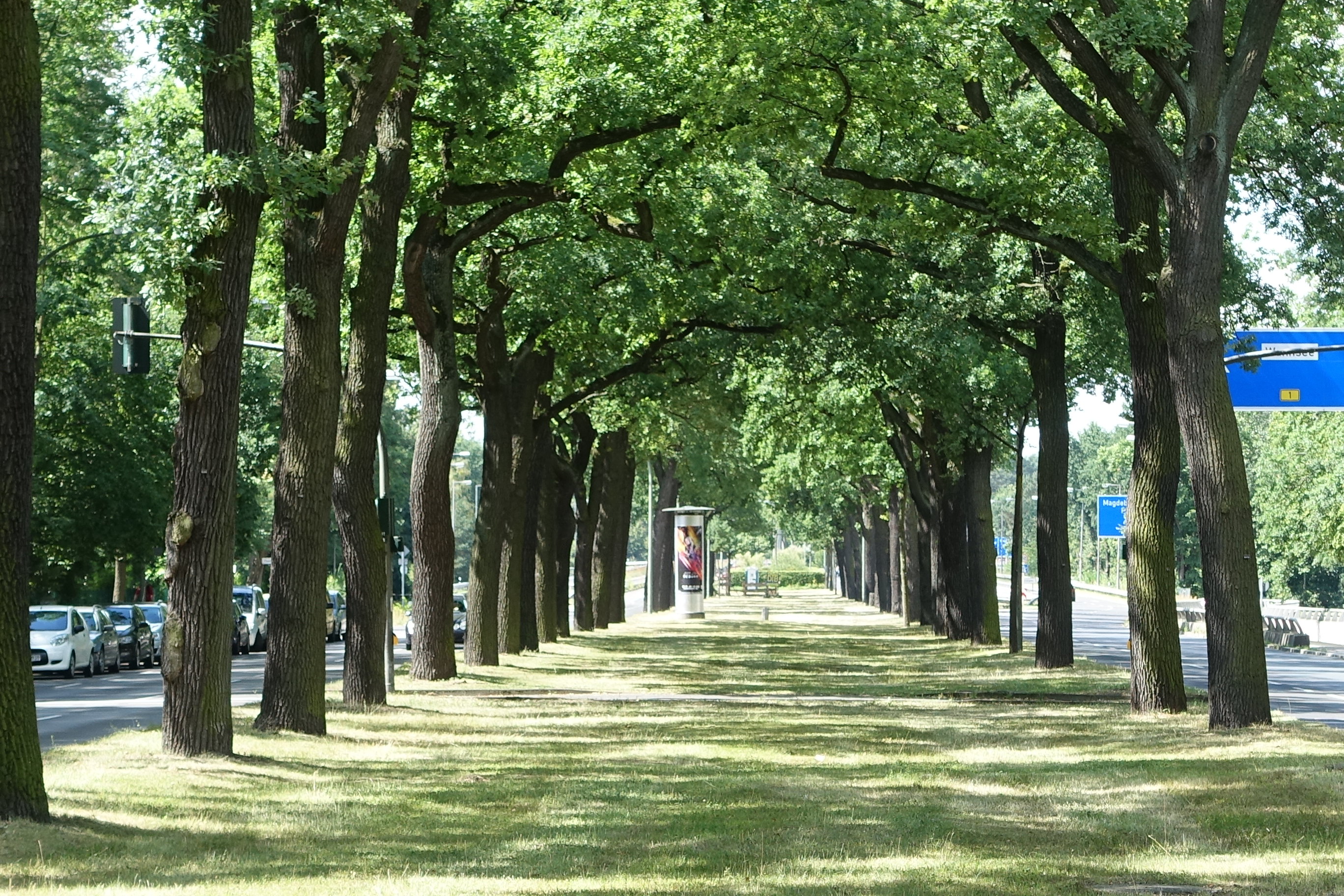
Ehemalige Steinbahn der Berlin-Potsdamer Chaussee, teilweise erhalten als Mittelstreifen der heutigen B 1, hier im Berliner Ortsteil Nikolassee

Chausseen oder Kunststraßen waren ausgebaute, mit fester Fahrbahndecke versehene Landstraßen, die ingenieurmäßig geplant waren und daher deutlich geradliniger verliefen. Von den damals üblichen Straßen und Wegen unterscheidet sie außerdem, dass neben der Fahrbahndecke auch der Fahrdamm oder Unterbau konstruiert ist. In besonders anspruchsvollem Gelände wurden auch Stützmauern und Galerien errichtet. Laut Adelung war die Chaussee „ein durch Kunst gemachter erhöheter Weg von Kieß oder zerschlagenen Steinen, wodurch sich ein solcher Weg von einem Damme unterscheidet, welcher mit Steinen gepflastert wird“.
Neben dem Belag zeichnet sich eine Chaussee durch ein ausgebautes Entwässerungssystem aus. Durch eine durchlässige Tragschicht und die leichte Wölbung der Fahrbahndecke konnte Regenwasser in die oft begleitenden Entwässerungsgräben (Chausseegräben) abgeleitet werden.
Oft bestand die Chaussee aus Steinbahn und Sommerweg. Die Steinbahn war der befestigte Teil mit einer Tragschicht aus Kies oder gebrochenem Stein in Packlage als Unterbau und einer Deckschicht aus Sand-Lehmgemisch. Der Sommerweg (für unbeschlagene Tiere) befand sich neben der Steinbahn, war unbefestigt oder nur leicht befestigt und im Winter nicht nutzbar. Durch regelmäßige Baumbepflanzungen wurden die Vorteile einer Allee nutzbar gemacht, wie Schutz vor Sonne und Wind sowie bessere Orientierung. Zur weiteren Straßenausstattung gehörten eine kontinuierliche Stationierung, etwa mit Meilensteinen.
An die Trassierung (Streckenführung) wurden zunehmend hohe Ansprüche gestellt. So wird „die möglichst geringe Entfernung zwischen zwei gegebenen Punkten“ ebenso gefordert wie „keine zu große Neigung gegen die wagerechte Ebene“ (drei bis fünf Prozent), um den Bedarf an Vorspann oder die Anforderungen an die Bremsen (Hemmung) gering zu halten; sie soll Ausweichmöglichkeit bieten (24–30 Fuß Breite, also acht bis zehn Meter), und auch hochwassersicher sein, also auf einen Fahrdamm erhöht sein, wo sie durch Niederungen führt.

Kunststraße am Stilfserjoch, kolorierte Aquatinta von Johann Jakob Meyer, 1831.
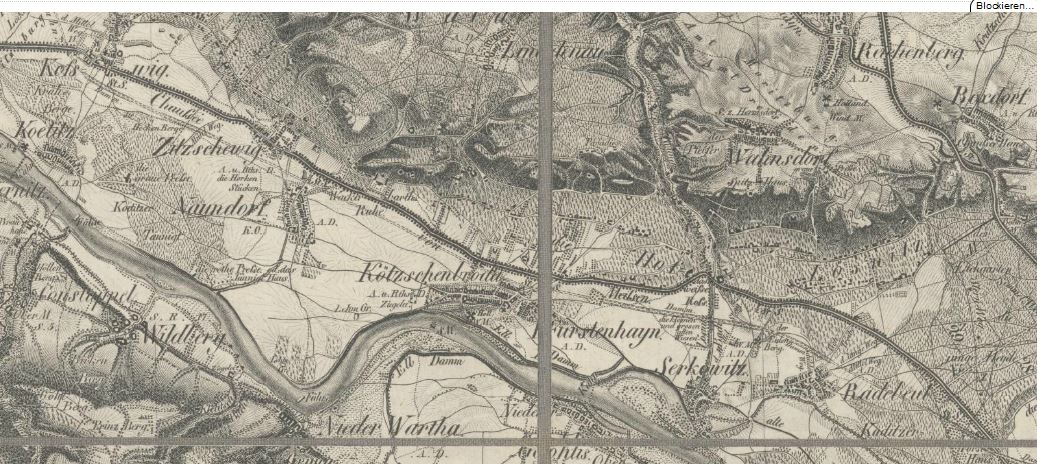
Verlauf der Chaussee zwischen Dresden und Meißen im Elbtal, Karte von Jakob Andreas Hermann Oberreit, 1857.
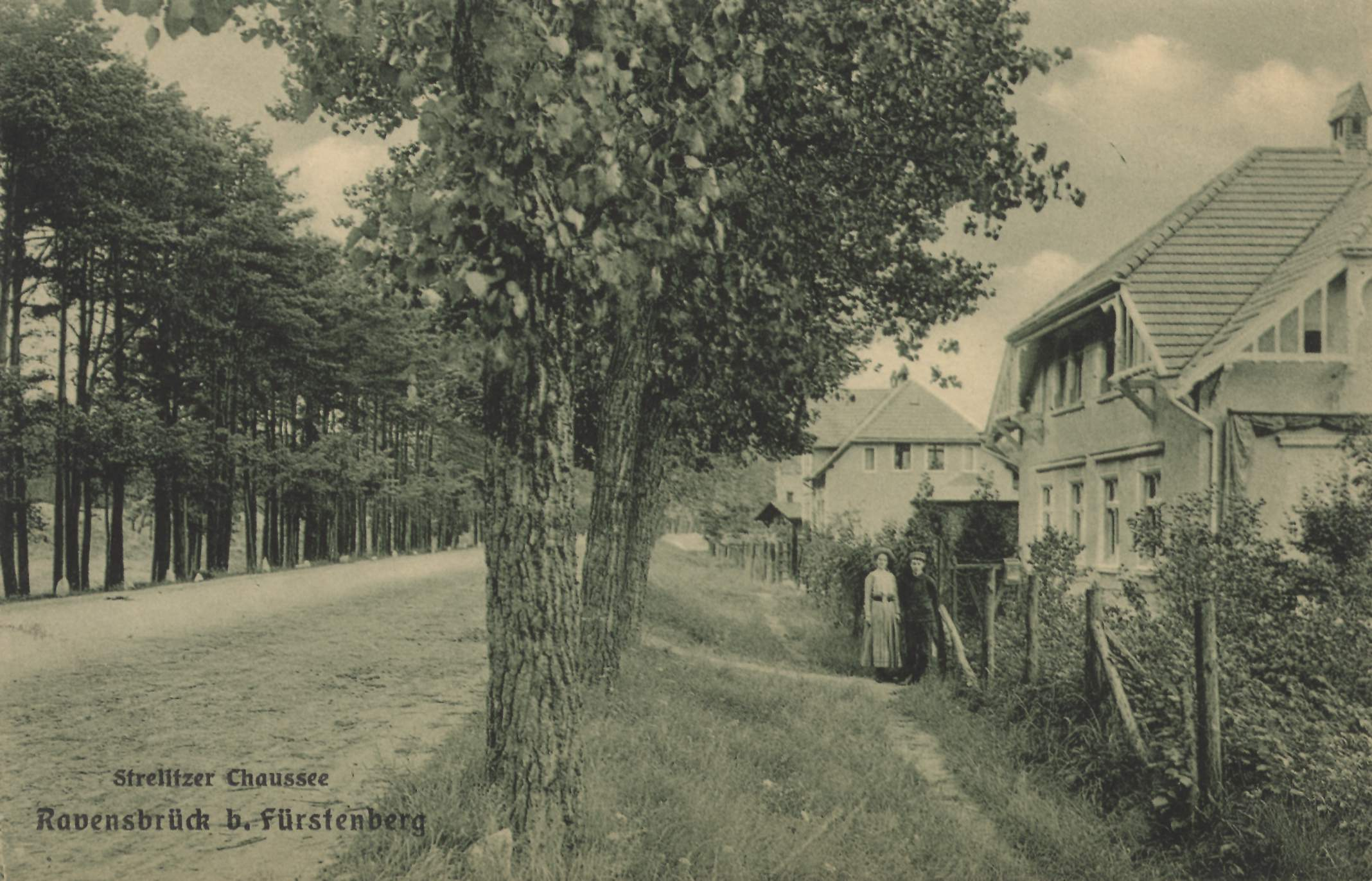
Strelitzer Chaussee in Ravensbrück, um 1900.
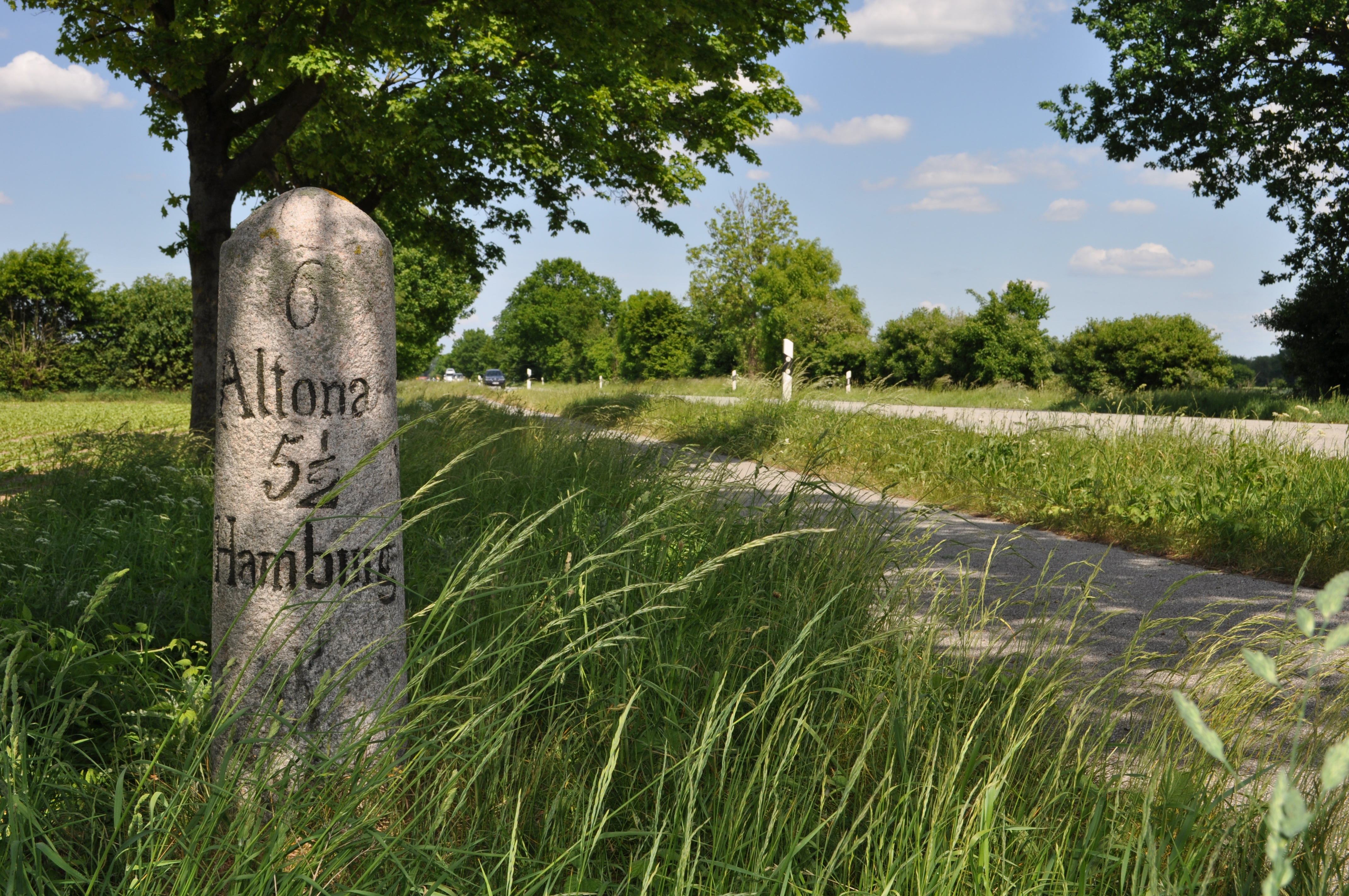
Meilenstein der Altona-Neustädter Chaussee an der B 432.
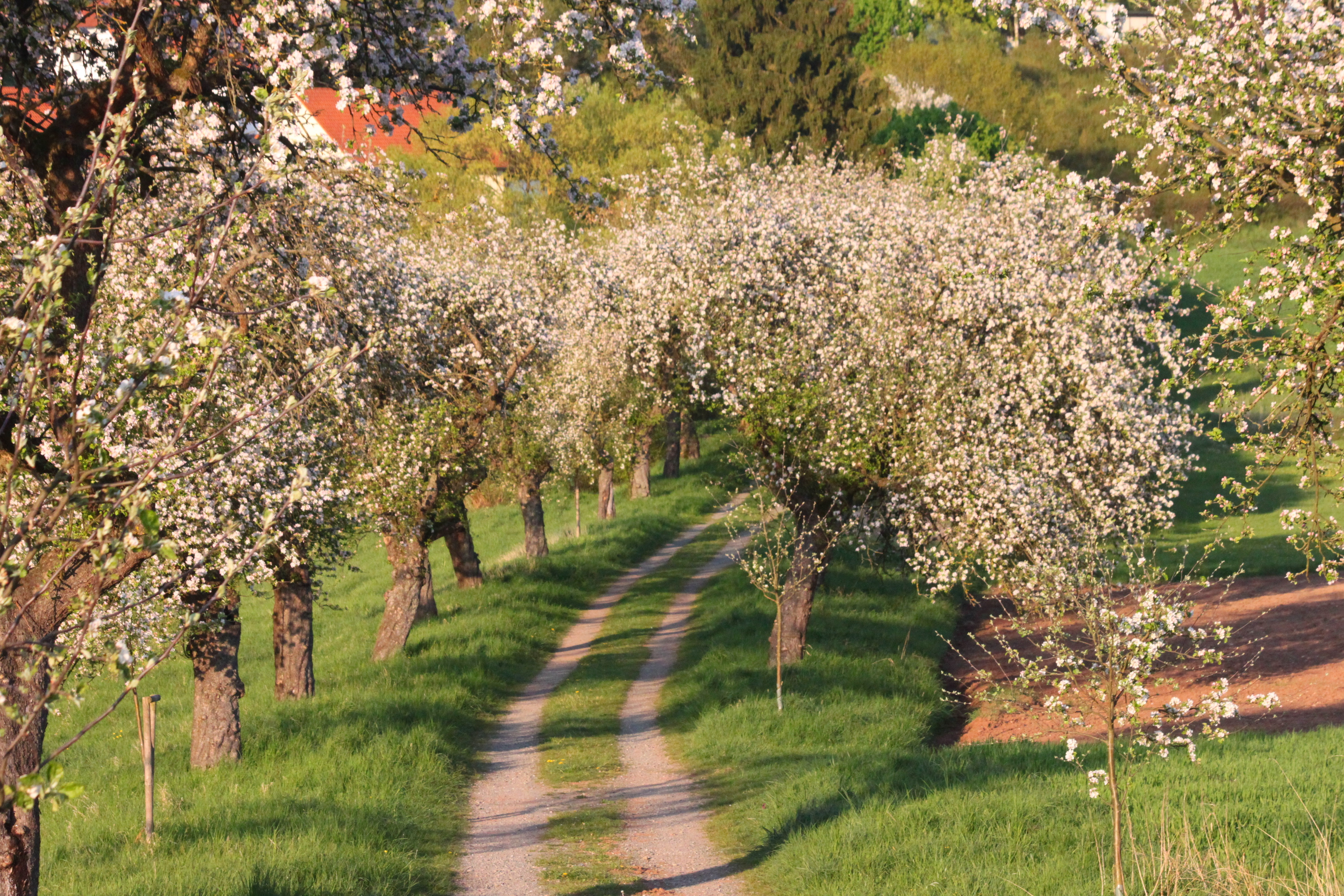
Trasse der historischen Kunststraße zwischen Bamberg und Kulmbach.

## Entstehung und Verbreitung der Chaussee-Bauweise
Die ersten Straßen des Chausseetyps wurden, vom Holland des Barock ausgehend, in Westeuropa im frühen 18. Jahrhundert gebaut, in Schwaben etwa wurde zwischen Oettingen und Nördlingen 1753 die erste Straße in der neuen Chaussee-Bauweise errichtet.
Entwickelt wurde das Konzept der Chausseen in den Niederlanden des 18. Jahrhunderts mit Backsteinbefestigung der künstlichen Dämme, dann in England – als macadamised causeways (dt. Chausseen mit Makadam) des Wegebauinspektors John Loudon McAdam (1756–1836) mit Kiesbelag – und Frankreich weiterentwickelt, und von dort kam es durch die französische Besetzung Preußens unter Napoleon I (1807–1813) in den deutschsprachigen Raum. Auf die Backsteinstraßen holländischen Typs wurde etwa beim Ausbau der Militärgrenze Österreich-Ungarns im Banat zurückgegriffen, wo Gestein Mangelware war. Durch die Anlage von Chausseen wurde in Norddeutschland die Zahl der Feldsteinfindlinge auf und entlang der Äcker deutlich reduziert.
Mit dem Chaussee-Konzept des 18. und 19. Jahrhunderts schloss man in Europa erstmals wieder an den technischen Stand des Fernverkehrsausbaus der Römerstraßen an.

## Rolle der Chaussee im Straßennetz
Mit dem sich entwickelnden Eilpostwesen rückte der Begriff immer mehr in die Nähe des Konzepts einer Fernstraße (Fernchaussee), deren Bedeutung über den Komfort im Individualverkehr hinausgeht und von staatlichem Interesse ist.
Durch den Chausseebau wurde noch vor Beginn des Eisenbahnbaues eine Grundlage für den verbesserten Warenaustausch in der frühindustriellen Epoche geschaffen. Für die bis 1832 durch Dänemark erbaute Altona-Kieler Chaussee beispielsweise ist der Vorteil quantifiziert: die Postkutsche benötigte auf der alten Landstraße 16 Stunden, auf der etwas längeren Chaussee nur neun Stunden. Ein reitender Bote bewältigte die Strecke in sechs Stunden. Wegen des stabileren Unterbaues und der glatteren Oberfläche konnte ein Pferdefuhrwerk die dreifache Last transportieren.

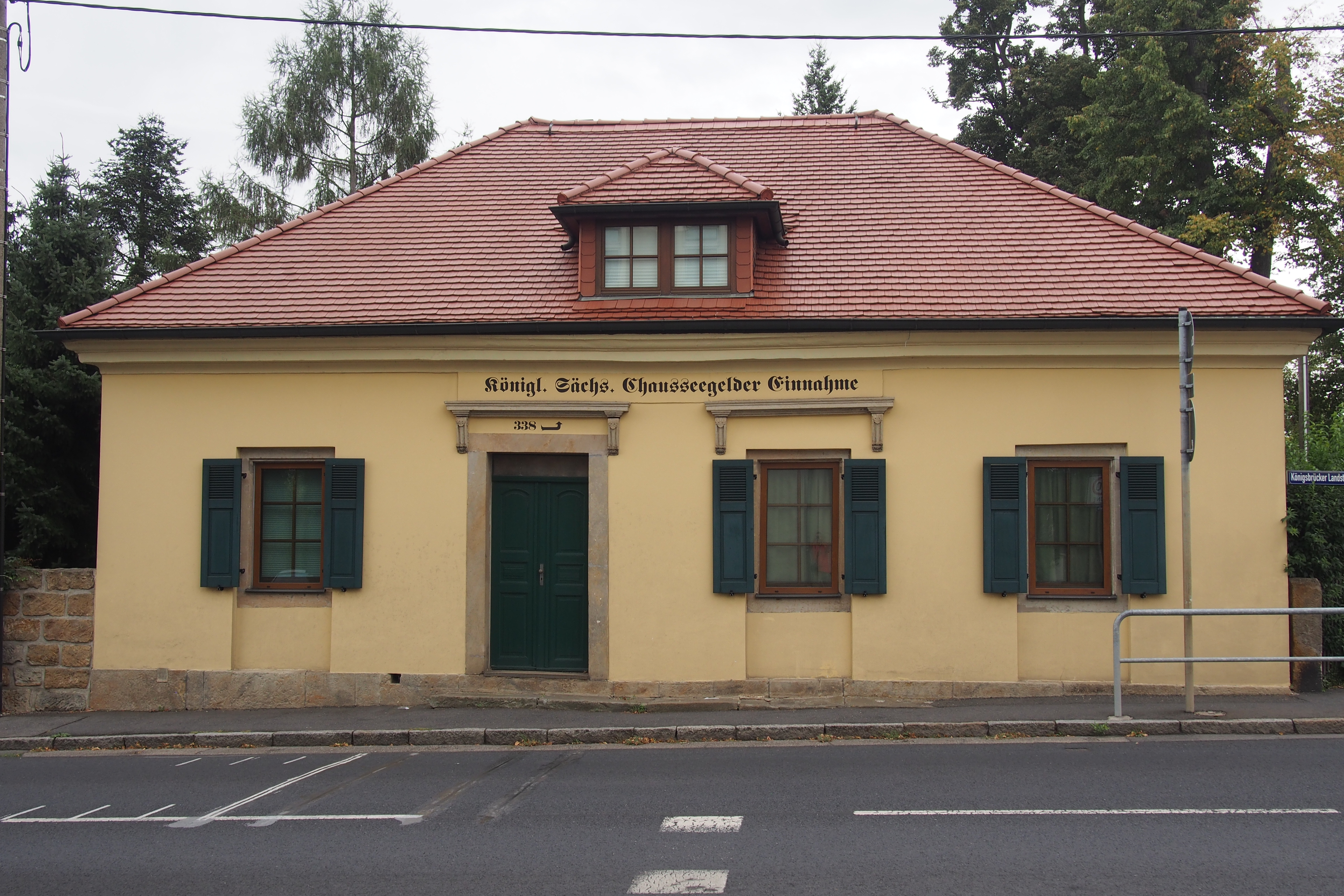
Historisches Chausseehaus in Lausa an der Straße zwischen Dresden und Königsbrück, heute Teil der B 97 und St 59.

Entlang der Chausseen wurden im Abstand von etwa ein bis eineinhalb Wegstunden, einer damaligen Meile, Chausseehäuser für die Chausseegeldeinnehmer errichtet, ein frühes Konzept der Straßenmaut. Im Posten des Chausseewärters mit seiner Zuständigkeit für einen Streckenabschnitt findet sich auch der Vorläufer der staatlich organisierten Straßenmeisterei, die über einen Wegewart hinausgeht. Die Chausseewärter unterstanden einem Chausseebaumeister als für diese Straße verantwortlichem Wegebauinspektor.
Die verkehrstechnische Normung und Straßenverkehrsordnung erhielt damit einen Aufschwung. Pierer führt um 1860 an:

„Chausseeordnungen, die gewöhnlich das Gewicht, das ein Fuhrmann laden darf, bestimmen, das Geleise, welches ein Wagen haben muss, u. die Breite der Radfelgen (die 6zölligen Radfelgen zahlen entweder gar kein, od. nur sehr wenig Ch-geld, weil sie der Ch. nützen; in anderen Ländern sind schmale Radfelgen für Frachtfuhren untersagt) festsetzen, das Einhemmen an Orten, wo es nicht durchaus nöthig ist, verbieten, das Geleisehalten untersagen, das Ausweichen (meist rechts, nur in Österreich links) bestimmen, Strafen auf das Befahren der Fußstege etc. setzen.“

Auch städtebaulich ist die Chaussee von Bedeutung. Mit diesem Konzept wurde begonnen, den Fernverkehr im Sinne einer Vorrangstraße direkt an die Stadttore zu bringen. Mit der Schleifung der Stadtbefestigungen in der Gründerzeit des späteren 19. Jahrhunderts traten die Avenue und der Boulevard als Innerortsachse oder Innerortsring zur Chaussee als Einfallstraße. Oft waren die Chausseen mit ihrem erhöhten Verkehrsaufkommen zudem bereits der Grund für den Abriss der Stadttore. So wurde in Halle (Saale) das Steintor trotz des Verbotes durch den preußischen Kronprinz Friedrich Wilhelm IV. im Jahr 1831 für den Chausseeverkehr der Haupt-Rheinstraße (Berlin–Halle–Kassel) geopfert, wenngleich hier auch weitere Gründe eine Rolle spielten.

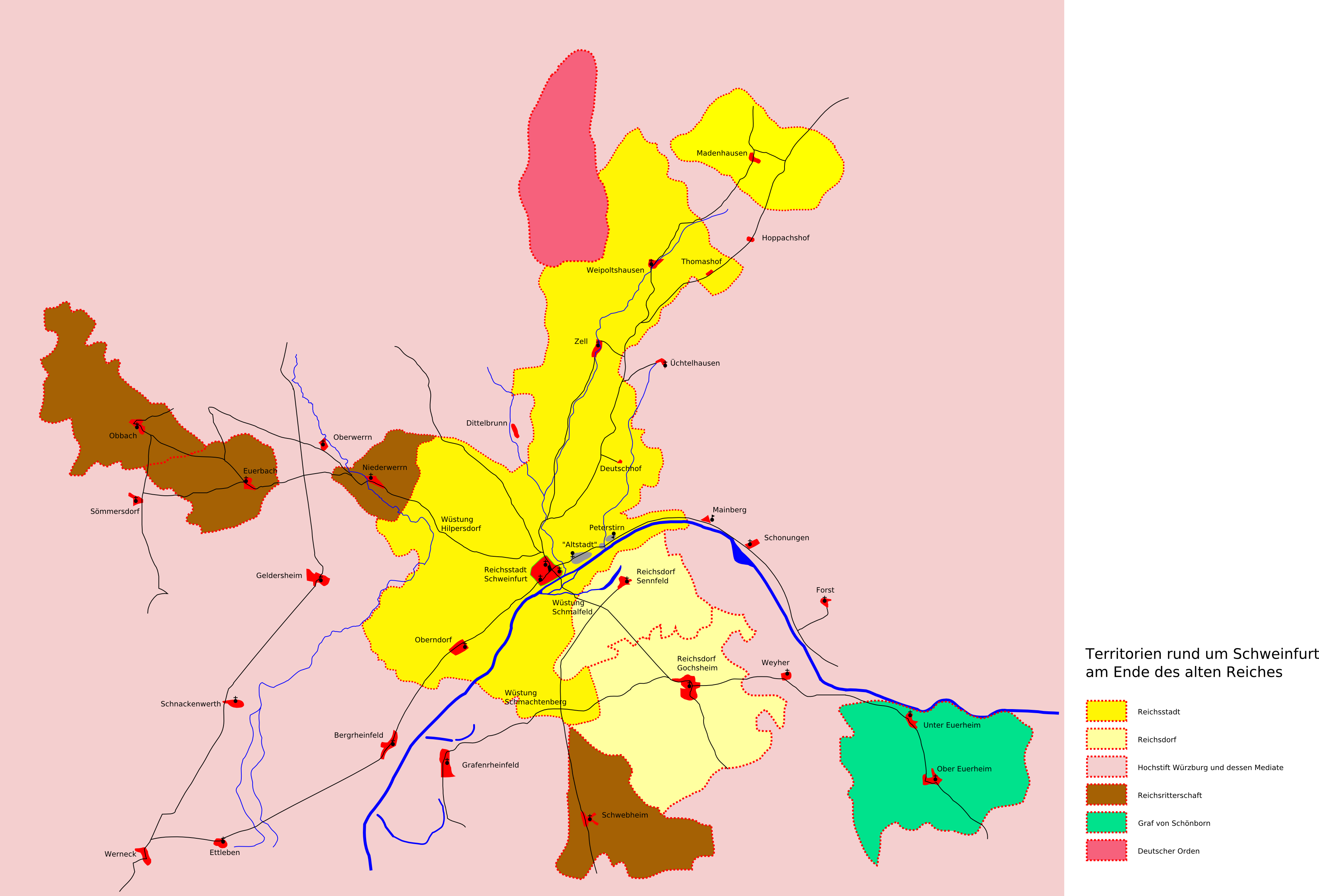
Protestantische Reichsstadt Schweinfurt (dunkelgelb) im Hochstift Würzburg (rosa) mit der Chaussee Würzburg–Meiningen als Westtangente

Politische Gründe führten zum Bau der 1796 fertiggestellten Chaussee Würzburg–Meiningen. Die alte Nord-Süd-Verbindung durch das Hochstift Würzburg führte durch die protestantische Reichsstadt Schweinfurt. Deshalb wurde die Chaussee als Westtangente an den reichsstädtischen Territorien vorbeigeführt, als eine der wohl ältesten Umgehungsstraßen.

### Chausseen in Preußen
Als Preußen mit dem Regierungswechsel im Jahr 1786 vom Kanalbau zum Straßenbau umschwenkte, wurde zwei Jahre danach mit dem Bau einer Fernchaussee begonnen, die von Magdeburg über Halle (Saale) nach Leipzig führte und über 100 Kilometer lang war. Erklärtes Ziel war es, den Händlerverkehr gen Leipzig auf möglichst langer Strecke durch preußisches Gebiet zu führen und ihn somit von der bisherigen Strecke durch Anhalt und Sachsen abzuziehen, die über Köthen, Zörbig und Landsberg verlief. Eine zweite Chaussee wurde von Braunschweig über Halberstadt an diese angeschlossen.
In Preußen diente der Chausseebau insbesondere nach den Stein-Hardenbergschen Reformen (ab 1807) auch militärischen Zwecken. Primär ging es bei den großen Fernchausseen aber schon bald um die bessere Erreichbarkeit der durch den Wiener Kongress neu erlangten Provinzen. Dazu zählen etwa die Chausseebauprojekte der 1820er Jahre gen Kassel (Rheinprovinz, Provinz Westfalen) mit Abzweigen nach Delitzsch und Erfurt, die zudem zahlreiche Städte der neuen Provinz Sachsen ansteuerten, oder ins abgelegene Königsberg, die jeweils in Berlin ihren Anfangspunkt hatten. Aufgrund des enormen Aufwandes entstanden Fernchausseen oft streckenweise, wofür der Bau in Abschnitte eingeteilt wurde. Man nutzte zudem bereits vorhandene kurze Chausseen, so dass diese nur miteinander verbunden werden mussten.

Unterschieden wurden Chausseen in Preußen auch nach der Art der Finanzierung. So gab es die preußische Staatschaussee, die der Staat ermöglichte, aber auch Kreis-Chausseen, die in der Verantwortung der Kreisverwaltungen lagen. Beispielsweise liegen viele Straßen Berlins auf dem Verlauf von Kreis-Chausseen, die noch durch umliegende Landkreise in Preußen angelegt und verwaltet wurden und mit der Bildung von Groß-Berlin auf Stadtgelände gelangten (siehe dazu Straßen und Plätze in Berlin). Im Übrigen wurden bei gesamtstaatlichem Interesse in Preußen Chausseen aus der Kasse des Königs bezahlt – die Königs-Chausseen. Für die Erschließung des Umlandes der preußischen Hauptstadt wurden andererseits Aktien-Chausseen durch die interessierten Nutzer angelegt. „Actie-Chausseen, unter denselben Umständen [nämlich: durch Verein mehrerer Privatpersonen erbaut] ausgeführt und zur Erhebung des landesüblichen Chausseegeldes für gewisse Jahre berechtigt, nach deren Ablauf der Staat es erhebt, …“